# Dicliptera squarrosa
El canario rojo (Dicliptera squarrosa) es una especie de planta con flores perteneciente a la familia de las acantáceas, es originaria de la vegetación del Cerrado de Brasil.

## Distribución y hábitat
El área de distribución nativa de esta especie se extiende desde Bolivia, Paraguay, Perú y Uruguay, hasta el Norte de Argentina y el Sur de Brasil. Crece principalmente en el bioma tropical estacionalmente seco.En Costa Rica florece en época seca (verano) a altitudes de 1630 m s. n. m.

## Taxonomía
La especie fue descrita inicialmente como Dicliptera sericea por Christian Gottfried Daniel Nees von Esenbeck y publicada en Flora Brasiliensis 9: 161, en 1847, actualmente es un sinónimo de esta; y ulteriormente, sería descrita como Dicliptera squarrosa por el mismo autor en la misma publicación, en el mismo año.

#### Etimología
squarrosa: epíteto latino que significa "extendiéndose horizontalmente; curvada en los extremos".